# Karin de Frumerie
Karin Susanna Matsdotter de Frumerie, född 19 december 1978, är en svensk skådespelare, musiker och före detta elitgymnast.

## Biografi
Karin de Frumerie har en bakgrund som elitgymnast och har utbildat sig vid bland annat Skara Skolscen och teater- och dansutbildning i Göteborg innan hon utexaminerades 2008 från Högskolan för scen och musik vid Göteborgs universitet, varefter hon har arbetat bland annat på Borås stadsteater. Hon ingår också som musiker i musiktrion Trio con Alma. 2011 kunde hon ses i den framträdande rollen som den lesbiska litteraturlärarinnan Sonya i TV-serien Gynekologen i Askim på SVT.
Hennes morfar var son till arkitekten Gustaf de Frumerie och bror till tonsättaren Gunnar de Frumerie.

## Filmografi
- 2002 – Midsommarafton -99
- 2004 – Orka! Orka! (TV-serie)
- 2007 – En spricka i kristallen (TV-serie)
- 2008 – Patrik 1,5
- 2009 – 183 dagar (TV-serie)
- 2011 – Gynekologen i Askim (TV-serie)
- 2011 – The Sexual Monologues
- 2011 – Irene Huss: En man med litet ansikte
- 2013 – Hotell
- 2015 – Min lilla syster
- 2015 – En man som heter Ove
- 2019 – Vår tid är nu (TV-serie)
- 2020 – Tsunami (TV-serie)
- 2021 – Knackningar
- 2021 – Huss (TV-serie)
- 2022 – Försvunna människor (TV-serie)
- 2023 – Hypnosen
- 2025 – Genombrottet (TV-serie)

## Teater

### Roller (ej komplett)
| År   | Roll | Produktion                                                              | Regi                    | Teater                |
| ---- | ---- | ----------------------------------------------------------------------- | ----------------------- | --------------------- |
| 2009 |      | En handelsresandes död (Death of a Salesman) Arthur Miller              | Göran Stangertz         | Borås stadsteater     |
| 2017 |      | Den goda människan i Sezuan (Der gute Mensch von Sezuan) Bertolt Brecht | Frida Röhl              | Folkteatern, Göteborg |
| 2018 |      | En vintersaga (The Winter's Tale) William Shakespeare                   | Dennis Sandin           | Folkteatern, Göteborg |
| 2019 |      | Antigone (Ἀντιγόνη) Sofokles                                            | Kristina Hagström-Ståhl | Göteborgs stadsteater |
| 2019 |      | Vem är Schmitz? (Frau Schmitz) Lukas Bärfuss                            | Ildikó Gáspár           | Göteborgs stadsteater |
| 2022 |      | Mr. Burns Anne Washburn och Michael Friedman                            | Nora Nilsson            | Göteborgs stadsteater |